# Sinvastatina
Sinvastatina é um fármaco pertencente do grupo das estatinas, que atua inibindo a hidroximetilglutaril coenzima A redutase. Indicada para o tratamento de dislipidemias, tendo como objetivo a redução dos níveis de colesterol LDL (ruim) e triglicerídeos e aumento do colesterol HDL (bom) no sangue. Seu uso deve ser acompanhado de dieta. A sinvastatina é um composto sintético derivado produto da fermentação do Aspergillus terreus.

## Indicação
A sinvastatina é indicada para pacientes com doenças cardiovasculares como adjuvante à dieta para reduzir os níveis elevados de colesterol total, LDL, apolipoproteína B (apo B) e triglicérides e para aumentar os níveis de HDL em pacientes com hipercolesterolemia primária, Hipercolesterolemia hereditária (familiar) heterozigótica ou hiperlipidemia combinada (mista). Estudos recentes indicam benefício significativo da sinvastatina para pacientes com arteriosclerose.

## Contra-indicações[1]
- Hipersensibilidade a qualquer componente da formulação;
- Doença hepática ativa ou elevações persistentes ou inexplicadas das transaminases séricas;
- Distúrbios musculares;
- Terapia concomitante com bloqueador dos canais de cálcio, antifúngicos azólicos, os antibióticos macrolídeos, eritromicina e claritromicina ou o antidepressivo nefazodona;
- Gravidez e lactação.

## Farmacocinética
Após a ingestão com ou sem alimentos, a Sinvastatina, uma lactona inativa, é hidrolisada a um metabólito ß-hidroxiácido, com atividade inibidora da 3-hidroxi-3-metilglutaril-coenzima A redutase (HMG-CoA redutase). O máximo de concentração plasmática da Sinvastatina e de seus metabólitos é atingido cerca de 1,3 a 2,4 horas após a ingestão. Em sua primeira passagem pelo fígado, pelo qual possui grande seletividade, sofre ampla metabolização (60%) e excreção por bile. São metabolizados pela isoforma 3A4 do citocromo P450. Com 99% de UPP, apenas 5% da dose chega aos tecidos alvos. As principais vias de eliminação são urina, fezes e bile.

## Precauções
Evitar o uso concomitante com anti-retrovirais. É hepatotóxica em grandes doses.

## História
O desenvolvimento de sinvastatina está intimamente relacionado com a investigação e o desenvolvimento da lovastatina. O bioquímico Jesse Huff e os seus colegas no laboratório Merck começaram a pesquisar a biossíntese do colesterol no início dos anos 1950.
Em 1959, a enzima HMG-CoA redutase (um dos principais fatores de produção do colesterol) foi descoberta por pesquisadores no Instituto Max Planck. Esta descoberta incentivou a maioria dos cientistas mundiais a encontrar um meio eficaz de inibir esta enzima. Em 1976, o pesquisador Akira Endo tinha conseguido isolar o primeiro inibidor desta enzima a partir do fungo, Penicillium citrinium na cidade de Sankyo, no Japão até que em 1979, Hoffman e seus colegas isolaram a lovastatina de um fungo, o Aspergillus terreus. Embora estivessem desenvolvendo e pesquisando a lovastatina, os cientistas do laboratório Merck descobriram um outro potente inibidor da HMG-CoA redutase a partir de um produto da fermentação do Aspergillus terreus, que foi designado MK-733 e mais tarde passou a ser conhecido como sinvastatina.